# Шерстино (Вачський район)
Шерстино (рос. Шерстино) — присілок в Вачському районі Нижньогородської області Російської Федерації.
Населення становить 35 осіб. Входить до складу муніципального утворення Арефинська сільрада.

## Історія
Від 2009 року входить до складу муніципального утворення Арефинська сільрада.

## Населення
| 1859 | 1905 | 1926 | 1999 | 2002 | 2010 |
| ---- | ---- | ---- | ---- | ---- | ---- |
| 216  | ↗219 | ↗305 | ↘71  | ↘53  | ↘35  |